# Paul Natorp
Paul Natorp (ur. 24 stycznia 1854 w Düsseldorfie, zm. 17 sierpnia 1924 w Marburgu) – niemiecki filozof i pedagog, przedstawiciel neokantowskiej szkoły marburskiej i jeden z prekursorów pedagogiki społecznej.

## Życiorys
Urodził się 24 stycznia 1854 w Düsseldorfie. Studiował filologię klasyczną w Bonn, a następnie kontynuował studia na Uniwersytecie w Strasburgu. Filologii klasycznej jednak nie ukończył, ponieważ odkrył w sobie "sekretne powołanie filozofa". Owo "powołanie" zostało rozbudzone przez przyjaciela Natorpa, który zafascynował go myślą (wpływowych wtedy) niemieckich neokantystów: Hermanna Cohena oraz F.A. Langego. Pierwszym poważnym filozofem z którym Natorp zetknął się bezpośrednio był Ernst Laas (radykalny antykantysta, oraz antyplatonik). Przygotowanie filologiczne Natorpa zaowocowało początkowo wzmożonymi studiami nad Platonem; co przyczyniło się ostatecznie do wzmocnienia autorytetu Niemca wśród zawodowych filozofów. Habilitował się pod kierunkiem Cohena, w Marburgu, w roku 1881. 
Podczas swojego długiego pobytu w Marburgu ugruntował swoją pozycję neokantysty. Poznał wielu ilustratorów i pisarzy, znaczących naukowców, ludzi kultury, a także utrzymywał kontakt z wybitnymi intelektualistami niemieckojęzycznymi (którzy często byli jego studentami i przyjaciółmi), np. Karlem Barthem, czy Ernstem Cassirerem. 
Z głęboko neokantowską filozofią zetknęli się (pośrednio lub bezpośrednio) także Hans-Georg Gadamer (który nazywał Natorpa "fanatykiem metody"), Nicolai Hartmann, teolog Rudolf Bultmann, czy też Martin Heidegger. Uważa się, że Natorp miał znaczący wpływ na ugruntowanie i rozpowszechnienie kantyzmu na niemieckich uniwersytetach. 
Jako pedagog był kontynuatorem myśli Johanna Pestalozziego i Adolfa Diesterwega. Napisał Sozialpädagogik (1899), Pestalozzi. Sein Leben und seine Ideen i in.